# 楊文鼎
楊文鼎（1853年—1911年），字俊卿，號仲彝，云南蒙自人，光緒舉人出身，清末政治人物，官至湖南巡抚、陕西巡抚。

## 生平

### 家庭背景
楊文鼎出身蒙自官宦家族。始祖楊光應原籍南京应天府，明朝洪武年間隨黔宁王沐英南征，此後定居雲南蒙自縣。楊文鼎的高祖父楊朝升為國學生、曾祖父楊永華為郡庠生。祖父楊學周於嘉慶九年（1804年）中舉，曾任祿豐知縣。楊文鼎之父楊溥（字虹舫），道光十七年（1837年）拔貢，曾在剑川、宁洱等地做學官，累任至江蘇奉賢縣令，因追捕亂兵殉難。後被追封世襲雲騎尉，誥封中憲大夫。楊浦有三室，正室出自蒙自尹氏，為乾隆時期內閣學士尹壯圖族弟尹殿圖之女；次位夫人伍淡如為太和縣知縣伍熊炳之女，是蒙自著名女詩人，喪夫後傾力扶養楊家子女；張氏為楊文鼎生母。楊文鼎的胞兄楊文斌曾任地方知縣；胞弟楊文駿，歷任雷琼道尹、署广东按察使等职，享二品顶戴，曾出任南洋公学（交通大学的前身）监督。

### 早年经历
咸豐三年十一月十五日（1853年12月15日），杨文鼎生於雲南省臨安府蒙自縣東村，行二。楊虹舫父母去世，守喪服闋後，任江蘇陽湖縣令。年幼的楊文鼎在母親帶領下隨兄弟輾轉四川、陝西、河南前往江蘇與父相聚。時值太平天國運動，因太平軍佔領蘇州，遂轉道上海。同治元年（1862年）五月，江苏巡抚李鸿章攻佔奉賢，委楊虹舫任知縣，楊氏一家得以團聚。不久後，楊虹舫即被皖軍亂兵殺害，楊文鼎時年僅八歲。因家貧無從歸葬，從此定居奉賢，楊文鼎由母親伍淡如撫養長大。

### 初入仕途
弱冠之前，杨文鼎受业于山阳黄天河。光绪二年（1876年）举副贡，五年（1879年）乡试中举。
光绪六年（1880年），时任直隶总督李鸿章以世交委杨文鼎督府幕僚，署理文案。此后历任静海、正定、滦州县（州）官。光绪二十四年（1898年），荣禄任直隶总督，延揽杨文鼎入府，委以总文案。同年十二月（1899年1月），任候选道，經浙江巡撫刘树棠推荐，获慈禧太后破格召见。慈禧询问：「四川蛮子猖獗，应剿定应抚」，杨答：「剿则玉石俱焚，抚则布德，恩威并重，以抚为主」。慈禧悦，一年后授福建盐法道。闽浙总督许应骙重其才，委以兼任武备学堂，洋务局、营务处主事。光绪二十七年（1901年），升任福建按察使。后因许应骙被革职，受牵连而降为后补道员。

### 赈灾有功
光绪三十二年（1906年)，淮扬水灾，当地官吏昏庸渎职，救灾不力，江苏布政使继莲溪向两江总督端方力荐杨文鼎署理淮扬道员兼领总赈务。杨到任时，「灾民已集数十万」，遍及淮扬十余县。请江北提督廕昌动支库银赈灾，分资遣散灾民，并按每人发五日粮。次年春，灾民尽数返乡。赈毕，剩银八万两，幕僚欲私分，杨文鼎严词拒绝。
因救灾有功，光绪三十三年（1907年）调任贵州按察使，未到任改任湖北按察使，后升任湖北布政使，署理湖广总督。

### 巡抚湘省

#### 长沙米荒
宣统二年三月（1910年4月），长沙春旱，米贵如珠，又值英领事馆修缮馆舍，招聘湘工，后毁约改雇鄂工，遂激起民变。民众冲击巡抚衙门、焚烧学堂、各国教堂。清廷震动，下旨要求擒拿肇事者，驱散随众。时任湘抚岑春蓂处理不力，被朝廷罢免，委任杨文鼎暂代之。杨赴任后，随即分派兵队抓捕匪党，购米开仓，售米赈救，民心大定，动乱得以平息。并派官员与各国领事磋商赔款事宜。
宣统二年秋七月（1910年8月），湖南匪患严重，有蔓延之势，杨文鼎与湖广总督瑞澂上奏，请行清乡，朝廷批准。

#### 湖南公債案
因长沙饥荒导致匪乱，损害外人财产，赔款事宜概由湖南自行筹付，加之推行新政，大举办学校、添募新军、开办警察等事宜，湖南财政赤字严重。宣统二年七月（1910年8月），为解决财政困境，杨文鼎奏请发行地方公债120万两，同时拟向英国亨利达等三家洋行借款124万两，以常宁水口山铅锌矿做抵，每年本息从中扣还，獲朝廷批准。由於舉債計劃繞過湖南省谘议局，違反《谘議局章程》，且借款數額巨大，涉及「洋款」，被認為以礦砂作抵恐損害國家利益，遂激起以議長譚延闓為首的一眾議員激烈反對。隨後諮議局上報資政院核辦。經討論後，资政院以杨文鼎违反憲政章程，宣布公債無效，請朝廷裁罪。然而，軍機處以公債發行已經度支部議準，仍遵旨辦理，僅承認楊撫未交局審議係「疏漏」。此一答覆令資政院大批議員不滿，痛批違背立憲精神，要求軍機大臣到院接受質詢，後發展至彈劾軍機。随后，各省谘议局纷纷声援湖南谘议局。最终迫使杨文鼎让步，取消借款计划，但公债发行依旧。

#### 仕途末期
宣統二年十月（1910年11月），杨文鼎与东三省总督锡良、云贵总督李经羲、新疆巡抚联魁、察哈尔都统溥良等十八省封疆大吏联名致电清廷军机处，奏请实行立宪政治，主张成立责任内阁，召开国会。
宣统三年四月（1911年5月），邮传大臣盛宣怀推动铁路国有政策，宣布全国铁路干线收归国有，随后与英、法、德、美四国订立借款合同，由中央借外债修筑铁路。此举引发湘民不满。湖南省各团体刊发传单，称“湘省粤汉干路为全省命脉所关”，不可“操外人之手”，并呈请杨文鼎电奏收回成命。杨文鼎上奏，称民众不满铁路国有政策，各地群情激愤，请求朝廷收回政令，否则恐生变故。同年五月辛酉（6月20日），代谘议局奏称，湘路力能自办，不甘借债，遭朝廷严斥。
宣统三年闰六月庚戌（1911年8月8日），调任陕西巡抚。就任前告假省墓，因时局动荡，未赴任。十月十日（1911年11月30日）准乞休。

### 病逝上海
宣统三年（1911年）冬，杨文鼎于上海病逝，终年五十九岁。

## 著作
光绪年间，杨文鼎署滦州知州时，与王大本主持编纂了《滦州志》。